# نقص التأكسج المتقطع

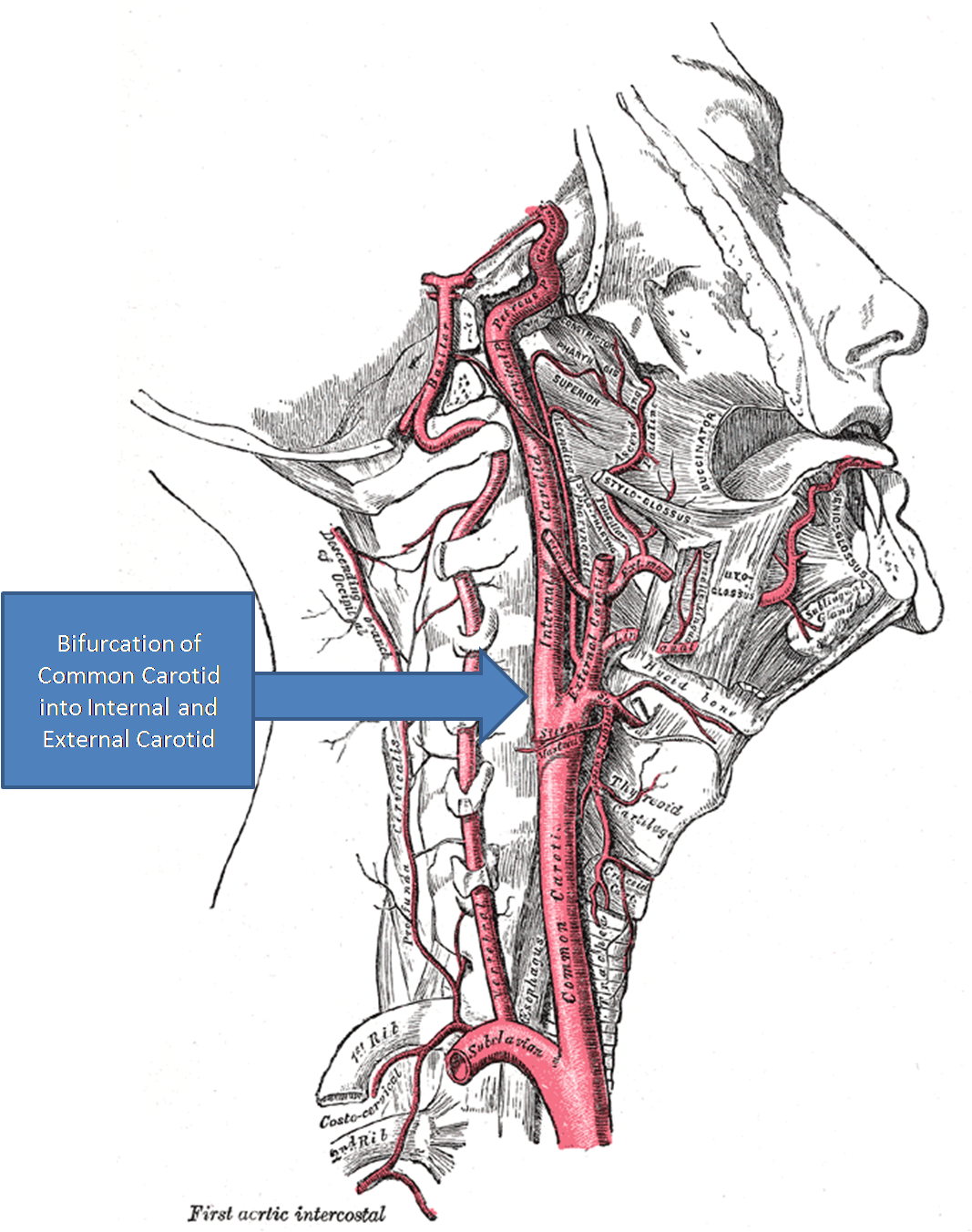
توضع الجسم السباتي عند تفرع الشريان السباتي الأصلي.

نقص التأكسج المتقطع (بالإنجليزية: Intermittent hypoxia، ويُعرف أيضًا بنقص التأكسج النوبي) هو تداخل طبي يُخضع الإنسان أو الحيوان إلى فترات متناوبة من التأكسج الطبيعي والمنخفض. تُعرف الأكسجة الطبيعية (Normoxia) بالتعرض لمستويات أكسجين مساوية لمستوياته في غلاف الأرض الجوي (ما يقارب 21% من O2)، بينما يُعرف نقص التأكسج (hypoxia) بوجود مستويات أكسجين أقل من الطبيعي.
يرتبط التعرض لنقص التأكسج في الحالة الطبيعية مع تغيرات فسيولوجية سلبية في الجسم مسببًا تأثيرات مرضية مثل داء المرتفعات، لكن يمكن الاستفادة منه سريريًا عند استخدامه باعتدال لتلطيف حالات مرضية متنوعة.

## الآليات العامة
عند استخدام هذا التداخل لإعادة التأهيل، خاصةً للتنفس والمشي، يعمل نقص التأكسج المتقطع بآلية التيسير طويل الأمد (إل تي إف) وهو مرادف للتأييد طويل الأمد. يحدث التيسير طويل الأمد عند وجود زيادة مديدة في قوة المشابك العصبية بسبب اللدونة المشبكية. تؤدي هذه التقوية المشبكية إلى زيادة الناتج العصبي الحركي عند تطبيق نقص التأكسج المتقطع.
يتحسس الجسم السباتي (مستقبل كيميائي وارد) ويتحرض بانخفاض ضغط الأكسجين الجزئي الشرياني الناجم عن نقص التأكسج المتقطع، وبالتالي يحفز إطلاق السيروتونين الذي يرتبط إلى مستقبلاته على سطح العصبونات الحركية مثل العصب الحجابي الحركي في طور التعافي التنفسي.
يستخدم سبيل توصيل الإشارة جزيئات الاستقبال الانتهائية مثل كيناز مستقبل تروبوميوزين بي وعامل التغذية العصبية المستمد من الدماغ وبروتين كيناز ألفا لزيادة النتاج المشبكي للعصبونات الحركية التي تزيد بدورها من الناتج الحركي للعضلات المستهدفة، وبالتالي تنقص الاعتلال الوظيفي. تظهر خاصية اللدونة التلوية (لدونة اللدونة المشبكية) لأن مقدار نقص التأكسج المتقطع يغير مقدار تحرر السيروتونين ومقدار التيسير طويل الأمد. تحدث اللدونة التلوية عندما يكون التيسير طويل الأمد متغيرًا أو لدنًا بحد ذاته.
كشفت الدراسات عن وجود آليات التيسير طويل الأمد المحرض بنقص التأكسج المتقطع لدى الجرذان منزوعة تعصيب السباتي، ما يقترح أن اللدونة المشبكية بسبب نقص التأكسج المتقطع تعمل أيضًا عبر آليات أخرى تختلف عن المستقبل الكيميائي السباتي الوارد.
يغير نقص التأكسج المتقطع أيضًا من إنتاج أحادي أكسيد النيتروجين الكلي وتركيزه والتعبير الجيني عنه، وهذا بسبب تكيف الجهاز القلبي الوعائي مع نقص التأكسج. تكون هذه الاستجابة مناسبةً عند استخدامها لإنقاص ارتفاع ضغط الدم أو زيادة كثافة العظم المعدنية.

## الجرعة
| النوع                | مثال                         |
| -------------------- | ---------------------------- |
| شدة نقص التأكسج      | الكسر الجزئي للأكسجين = 0.10 |
| مدة النوبة           | 1 دقيقة لكل نوبة             |
| عدد النوب يوميًا      | 10 نوب/يوم                   |
| نموذج التطبيق        | مرة كل يومين                 |
| مدة التعرض التراكمية | 24 ساعة تراكمية              |

إن فهم مقدار الجرعة المناسبة ضروري لتصميم بروتوكول فعال لنقص التأكسج المتقطع بسبب المراضة المرافقة له، إذ يحرض نقص التأكسج المتقطع التيسير طويل الأمد في الجرذان على عكس نقص التأكسج المستمر. لا يوجد دليل على موت خلايا قرن آمون بسبب نقص التأكسج المتقطع الحاد في الفئران على عكس الشكل المزمن.
هناك إجماع عام على المقدار الآمن والنافع من نقص التأكسج المتقطع رغم استخدام هذه الطريقة في العديد من التطبيقات العلاجية على عدد من الأنظمة الفسيولوجة. يتضمن البروتوكول جزءًا كسريًا للأكسجين (FiO2) يتراوح بين 0.09-0.16 مع تطبيق نقص التأكسج 3-15 مرة يوميًا. ظهرت المراضة المرافقة عند استخدام مجال FiO2 بين 0.03-0.08 بعدد مرات 48-2400 يوميًا.

## التأثيرات المرضية والنافعة
| التأثيرات المرضية     | التأثيرات النافعة                      |
| --------------------- | -------------------------------------- |
| ارتفاع التوتر الجهازي | انخفاض التوتر الشرياني المرتفع         |
| البدانة               | فقدان الوزن                            |
| مقاومة الأنسولين      | ازياد تحمل السكر                       |
| ازدياد النشاط الودي   | تقوية الاستجابة المناعية               |
| قصور معرفي            | تعزيز التعلم المكاني والذاكرة المكانية |
| الالتهاب              | تخفيف الالتهاب                         |

## التطبيقات العلاجية

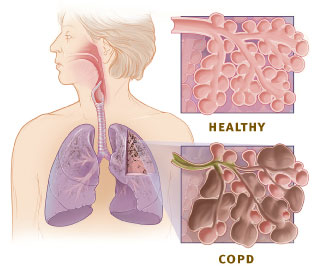
داء الانسداد الرئوي المزمن (COPD) مقارنةً برئة سليمة

رغم أن التأثير البدئي لنقص التأكسج المتقطع يصيب الجهاز التنفسي فقط، تسمح تأثيراته الانتهائية الأخرى باستخدامه لإعادة التأهيل الفعال لعدد من الأنظمة الحيوية في كل من الإنسان والحيوان.

### التيسير طويل الأمد
بالنسبة للجهاز التنفسي، يساعد التيسير طويل الأمد الذي يُحرضه نقص التأكسج المتقطع على زيادة فعالية العصب الحجابي المحرك، وهذا مفيد لمرضى انقطاع النفس الانسدادي النومي وداء الانسداد الرئوي المزمن (سي أو بي دي). أظهرت الدراسات إمكانية زيادة النشاط العضلي وخاصةً عضلات المشي لدى الجرذان والبشر بعد إصابات النخاع الشوكي.

### تكوين الخلايا العصبية في قرن آمون
أظهرت التجارب أيضًا تجدد الخلايا العصبية في قرن آمون لدى الجرذان الخاضعة لنقص التأكسج المتقطع. نتج عن هذا التكون العصبي تحسن معرفي لدى العينات، إذ تعززت القدرة على التعلم وتحسنت الذاكرة وازدادت القدرة الإدراكية المكانية الإجمالية. ظهر تأثير شبيه بمضادات الاكتئاب لدى الجرذان الخاضعة لهذه الطريقة العلاجية.

### إنتاج أحادي أكسيد النيتروجين
يقدم تغير مستويات أحادي أكسيد النيتروجين بسبب نقص التأكسج المتقطع فوائد محتملةً للمرضى، إذ أظهر المصابون بارتفاع التوتر الشرياني انخفاضًا في ضغط الدم، وازدادت كثافة العظم المعدنية لدى الجرذان. تساعد هذه التغيرات في الحماية من نقص التروية القلبية وتهيئة العضلة القلبية لمثل هذه الحالات.